# Emilio Willems
Emilio Willems, bis 1933 Emil Willems, (* 18. August 1905 in Köln; † 19. November 1997 in Nashville, Tennessee) war ein deutschamerikanischer Soziologe und Ethnologe.

## Leben
Willems besuchte in Köln ein altsprachliches Gymnasium und studierte ab 1924 Volkswirtschaft, Soziologie und Ethnologie an der Universität zu Köln und der Universität Berlin. Wichtige akademische Lehrer waren Alfred Vierkandt und Richard Thurnwald.
1931 siedelte er nach Brasilien über, wo er erst an einem katholischen Priesterseminar unterrichtete und ab 1936 an der Philosophischen Fakultät der Universität von São Paulo Soziologie lehrte und 1937 zum Professor ernannt wurde.
Willems wechselte 1949 in die USA, wo er bis zu seiner Emeritierung (1974) als Professor für Soziologie und Ethnologie an der Vanderbilt University in Nashville lehrte.

## Werke (Auswahl)
- Aculturação dos alemães no Brasil, São Paulo, 1946.
- Cunha: Tradição e Transição em uma Cultura Rural do Brasil, 1947.
- Dicionário de sociologia, Porto Alegre, 1950.
- On the Concept of Assimilation (American Anthropologist, vol. 57 [1955]).
- Der preussisch-deutsche Militarismus, Köln: Verlag Wissenschaft u. Politik, 1984.
- A way of life and death, Nashville, Tenn.: Vanderbilt University Press, 1986.

### Übersetzung ins Portugiesische
- Karl Mannheim: Ideologia e utopia, Rio de Janeiro: Ed. Globo, 1950.